# Fender Pro Junior
Model Fender Pro Junior je gitarsko cijevno pojačalo koje je Fender proizveo 1993. godine. To je model iz Hot Rod serije najnižeg cjenovnog ranga, a kojeg povremeno u ograničenom broju proizvodi i danas.

## Karakteristike
| Fender Pro Junior     | Fender Pro Junior                              |
| --------------------- | ---------------------------------------------- |
| Elektronički krug     | - - -                                          |
| Cijevi u pojačalu     | 2 x 6BQ5 ili EL84                              |
| Cijevi u pretpojačalu | 2 x 12AX7                                      |
| Dostupan              | kombo                                          |
| Efektivna snaga       | 15 W                                           |
| Efekti                | - - -                                          |
| Kanali                | - - -                                          |
| Zvučnik               | 1 x 10", otpora 8 Ω, model Eminence ili Jensen |
| Ispravljač            | solid state                                    |

## Vanjske poveznice
- Fenderova službena stranica  Arhivirana inačica izvorne stranice od 26. travnja 2012. (Wayback Machine)